# Huis te Leeuwen
Het Huis te Leeuwen was een kasteel in het Nederlandse dorp Boven-Leeuwen, provincie Gelderland. Het kasteel zelf is verdwenen, maar het 17e-eeuwse poortgebouw en een bouwhuis zijn behouden gebleven. Ook zijn de grachten en een deel van de parkaanleg nog herkenbaar in het landschap. Het kasteelterrein is een rijksmonument.

## Geschiedenis
Het kasteel in Leeuwen wordt in de leenakten van het Kwartier van Nijmegen vermeld sinds 1417. In dat jaar werd Heymerich van Druten beleend met het ‘thuys tot Lewen’, dat bestond uit een kasteel, twee voorburchten en 60 morgen land. Waarschijnlijk is het kasteel rond 1400 gebouwd, afgaande op een leenakte uit 1424 waarin wordt gemeld dat ridder Willem van Druten de bouwheer van het kasteel was.
Sindsdien heeft het huis diverse eigenaren gehad. Na het geslacht Van Druten kreeg de familie Van Bijnsveld het huis in eigendom, vanaf 1455 gevolgd door de familie Van de Poll. In 1596 erfde de familie Van Boetzelaer het kasteel. Sweder van Boetzelaer liet het rond 1650 uitbreiden tot een classicistisch slot, met tevens een nieuw poortgebouw en twee bouwhuizen. Een de bouwhuizen werd door zijn echtgenote beschikbaar gesteld als kerkgebouw aan de gereformeerde gemeente, die hier tot medio 18e eeuw gebruik van maakte. Ook heeft dit bouwhuis nog gediend als katholieke schuilkerk.
Van 1682 tot 1715 volgden diverse beleningen aan verschillende families, totdat het geslacht Von Flemming het aankocht. Zij verkochten het eind 18e eeuw weer door aan Adriaan Boesses. Ook in de 19e en 20e eeuw wisselde het kasteel meerdere malen van eigenaren.
Omstreeks 1819 is het kasteel afgebroken, met uitzondering van het poortgebouw en de twee bouwhuizen. Het poortgebouw is hierna verbouwd tot boerderij.

## Beschrijving

### Kasteel
Het middeleeuwse kasteel bestond uit twee vleugels die tegen elkaar aan waren gebouwd. Beide vleugels hadden trapgevels. Op de hoeken van de westgevel waren arkeltorentjes aangebracht. Tevens bevond zich in deze gevel de hoofdingang. Aan de noordzijde van het huis was een lage aanbouw. Het kasteel werd omgeven door een slotgracht. Op een tekening uit 1732 van Cornelis Pronk blijkt overigens dat er aan de oostzijde ook ooit een toegang was.
Rond 1650 voegde Sweder van Boetzelaer een Hollands-classicistische vleugel toe aan de westzijde van het bestaande kasteel. Deze nieuwe rechthoekige vleugel met schilddak verdubbelde de omvang van het kasteel. Tegelijk met deze nieuwe vleugel werd er ook een poortgebouw opgetrokken dat toegang gaf tot het kasteeleiland. Rondom het complex werd nog een extra singel gegraven. Ook kwamen er twee bouwhuizen.
Na de afbraak van het kasteel in 1819 bleven alleen het poortgebouw en de bouwhuizen over. Een van de bouwhuizen is nadien ook afgebroken.

### Poortgebouw en bouwhuis
Het poortgebouw dateert uit 1654 en wordt via een stenen boogbrug bereikt. De oorspronkelijke toegangspoort is dichtgemaakt en voorzien van een voordeur, maar de vormen van de poort zijn nog wel zichtbaar. De voordeur bevindt zich in een middenrisaliet met pilasters en een fronton. Op het schilddak staat een 18e-eeuws klokkenkoepeltje. Aan de achterzijde is het poortgebouw rond 1840 uitgebreid met een bedrijfsgedeelte, zodat een complete boerderij ontstond. Het poortgebouw dient sindsdien als voorhuis van de boerderij.
Op het terrein bevindt zich nog een gedeelte van het noordelijke bouwhuis. Dit bakstenen gebouwtje wordt met een rieten schilddak gedekt.

## Afbeeldingen

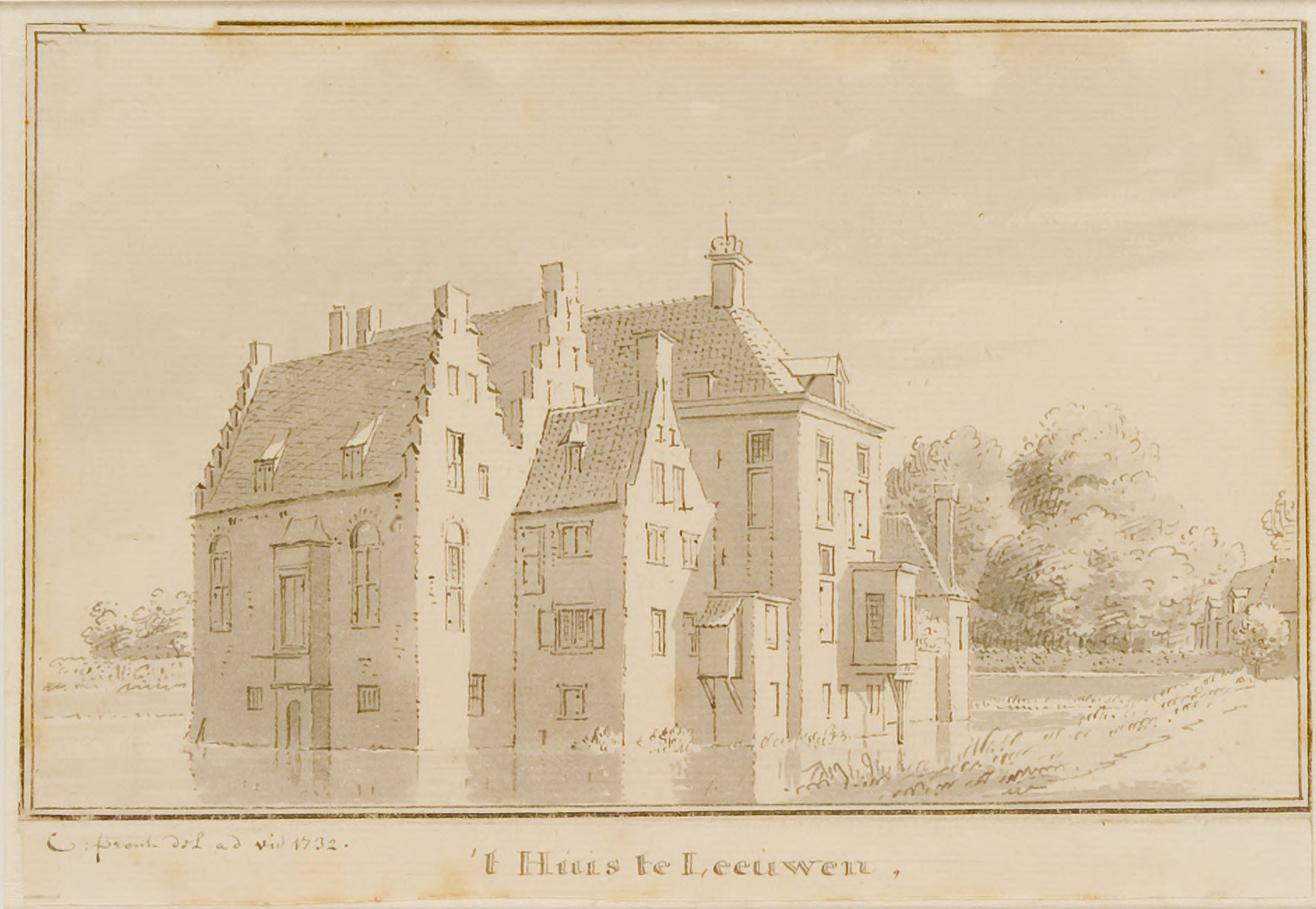
't Huis te Leeuwen, 1732, door Cornelis Pronk
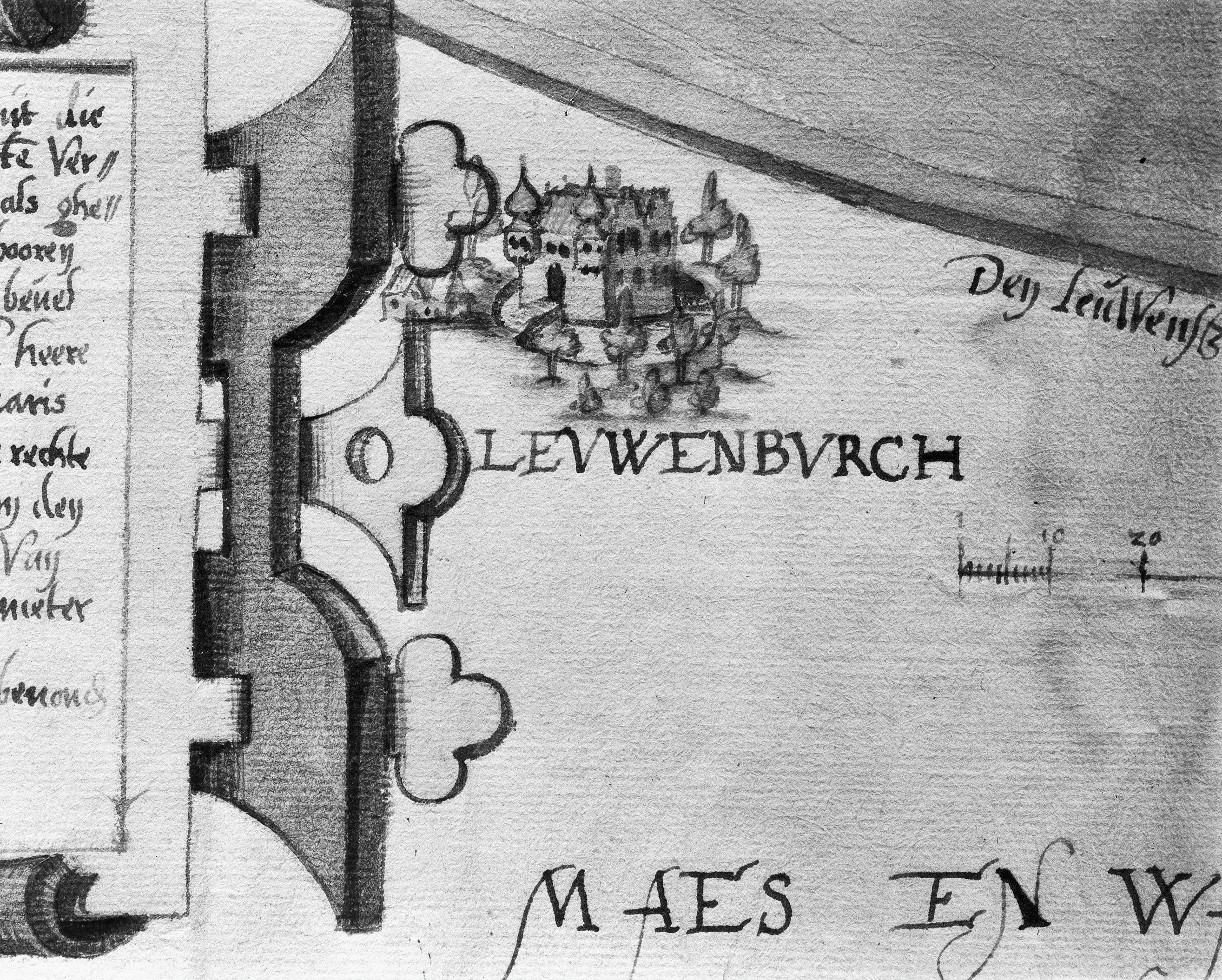
Uitsnede van een kaart uit 1571 van Cornelis van Berck, met het Huis te Leeuwen
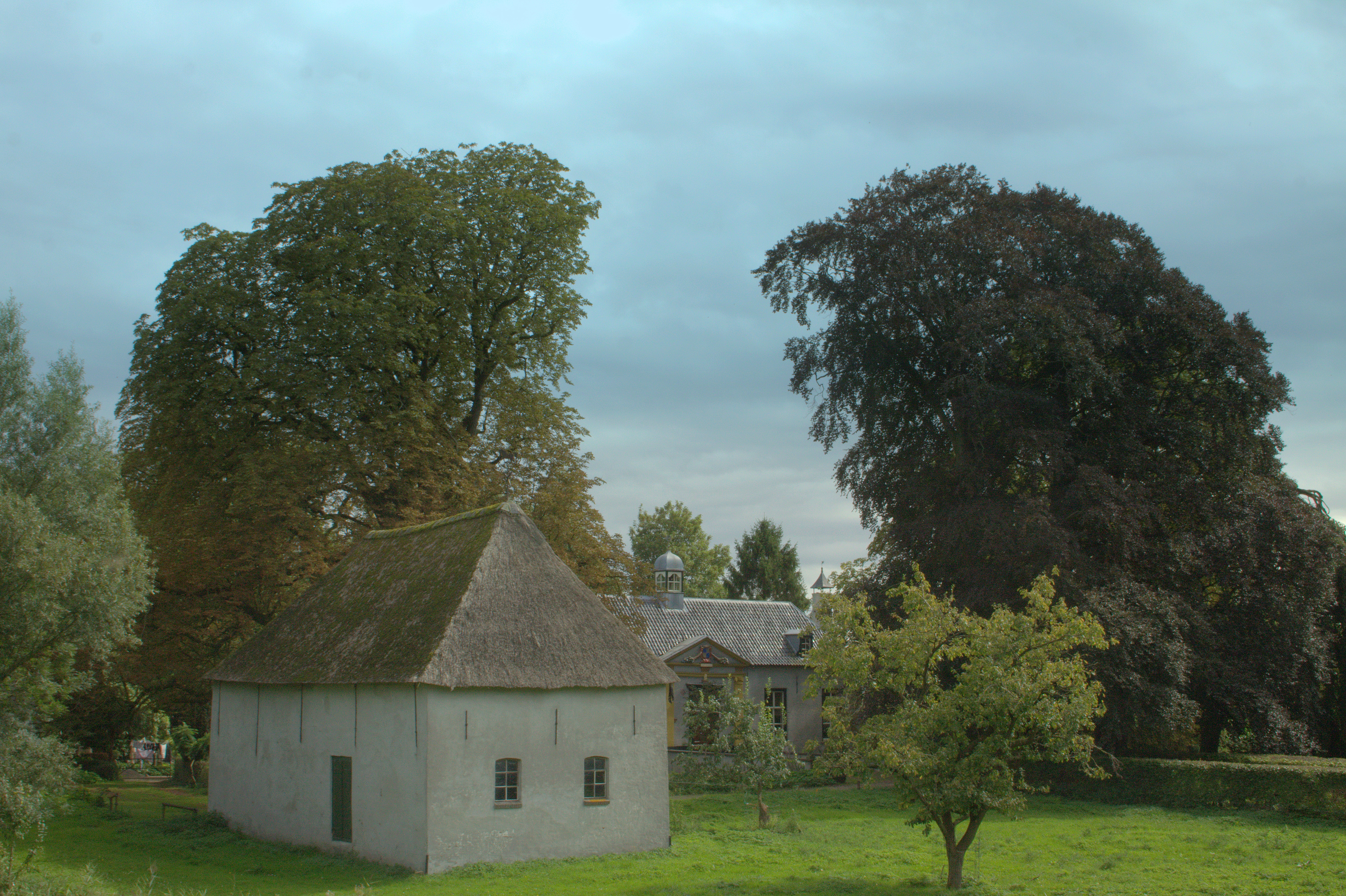
Het poortgebouw en bouwhuis

Aalst · Aardenburg · Acquoy · Aerdt · Agistaldaburg · Ahof · Aldenhaag · Aller · Ambe · Ammersoyen · Ampsen · Andelst · Angeroyen · Appelburg · Appelse walburg · Appeltern · Arler · Baak · Babberich · Baer · Baerle · Bakerbosch · Balgoij · Barlham · Batenburg · Beek · Beerenclaauw · Bemmel · Bevervoorde · Bergh · Biljoen · Bingerden · Blankenborg (Laren) · Blankenborg · Blauwe Huis · Blokhuis (Ravenswaaij) · Boelenham · Boetselaersborg · Borculo · Boswaai · Brakel · Den Brakel · Den Bramel · Bredevoort · Broekhuizen · Bronkhorst · Bruchem · Bruinhorst · Brunsberg · Bulkestein · Bunswaard · Burcht van Tiel · Buren · De Buurse · Byland · Byvanck · Caetshage · Camphuysen · De Cannenburch · de Cloese · Coldenhove · Culemborg · Dedinckweerd · Delwijnen · Didam · Diepenbroek · Hof te Dieren · Huis Dijck · Dikke Tinne · Doddendaal · Dodewaard · Doornenburg · Doornik · Doorwerth · Dooyenburg · Dorth · Doseburg · Drakenburg · Dreumel · Druten · Duivelshuis · Eerbeek · De Ehze · Elburg · Eldrik · Emmerik · Engelenburg · Groot Engelenburg · Engelrode · Enghuizen · Enspijk · De Essenburgh · Essenpas · Est · Fokkinck · Gameren · Geerestein · Geldermalsen · De Gelderse Toren · Geldersweerd · Gellicum · Gendt · Gennepestein · Glindhorst · Goudenstein · ‘s-Grevenhoef · Groot Hell · Groenlo · Groesbeek · Huis te Groesbeek · Grunsfoort · Gulden Spijker · Hackfort · Hackforts Veenhuis · Hagen · Hagevoort · Hamerden · Hanepol · Harreveld · Harslo · Hassink · Het Haveke · Hedel · Heeckeren · De Heegh · Hees · De Heest · Hellouw · Hemmen · Hernen · Motte van Hernen · Heumen · Heusden · Hoekelum · Hoekenburg · De Hoeve · De Hof · Hof d'Ooy · Hof van Arkel · Huis het Holt · Holthuis · Het Holtslag · Ter Horst · Houberg · St. Hubertus · Huissen · Hulhuizen · Hulkestein · Hulsen · Hunneschans bij De Duno · Hunneschans bij Uddel · Jonker Bloo · 't Joppe · De Kamp · Karssenberg · Kemnade · Keppel · Kermestein · Kernhem · Kervel · Kiefskamp · De Kinkelenburg · Klein Enghuizen · Kleverburg · Kortenhoeve · Laag Helbergen · Lakenburg · Landfort · Langen · Latenstein · De Lathmer · Lathum · Ter Lede · Leegpoel · Leemcuyl · Leeuwen · Leeuwenbergh · Lensenburg · Lent · Leur · Leuvenum · Leyenburg · Lichtenvoorde · Lievenstein · Loenen · Loevestein · Loil · Loowaard · Luynhorst · Hof te Maasbommel · Magerhorst · Malburgen · Malderburcht · Malsen · Manhorst · Marhulsen · De Marsch · Marveld · Mathena · Maurik · Medel · Medestein · 't Medler · Meinerswijk · De Mellard · Mensink · Mergelp · Meteren · 't Meyerink · Middachten · Millingen · Mussenberg · Nagelhorst · Nederhagen · Nederhemert · Neerijnen · Huis Neerijnen · De Nesch · Nettelhorst · Nieuwe Blokhuis ·  Nijburg · Nijenbeek · Old Putten · Notenstein · Nye Huis · Olde Spijker · Oldenaller · Oldenhof (Driel) · Oldenhof (Heteren) · De Ooij · Oolde · Oud Oolde · Oosterhout · Ophemert · Opijnen · Oud Ampsen · Oude Blokhuis · Het Oude Loo · Oude Voorst · Oudenborch · Oud-Wisch · Huis te Overasselt · Overeng · Overhagen · Overlaar · 't Oye · Palmestein · De Parck · Persingen · Plekenpol · Ploen · Pluimenburg · Poederoijen · Poelwijck · Poelwijk · De Pol (Dreumel) · Huis de Poll (Huis te Gietelo) · De Poll (Huissen) · Pollenbering · Pollenstein · Puttenstein · Het Raasink · Ravenhorst · De Rees · Ressen · Reuversweerd · Reygersfoort · Rhijnestein · Huis Rijswijk · Rode Toren · Roode Wald · Rosande · Rosendael · Rossum · Rumpt · Ruurlo · Rijsselt · Schadewijk · Schaffelaar · Scherpenzeel · Schoonbroek · Schoonderbeek · Schoonenburg · Schuilenburg · Schuilkerke · Hof te Seelbeek · Sevenaer I · Sevenaer II · Sinderen (Oude IJsselstreek) · Sinderen (Voorst) · Slangenburg · Sleeburg · Slimsijp · De Snor · Soelen · Spaansweerd · Spaldorp · Spijk · Staverden · Sterkenburg · Swanepol · Tarthorst · Teisterbant (Kerk-Avezaath) · Teisterbant (Kerkdriel) · Ter Dicke · Tolhuis · Tolhuis (Tiel) · Tollenburg · Tongerlo · Toren van Wely · Tuil · Ubbergen · Uilenburg (Ewijk) · Uilenburg (Heteren) · Ulenpas · Ulft · Upladen · Valburg · Valkhofburcht · Valkhofpalts · Vanenburg · Varik · Hof te Varsseveld · 't Velde · Velhorst · Verwolde · Vierakker · De Voorst · Voorstonden · Vorden · Vosbergen · Vredenburg · Vredestein (Driel) · Vredestein (Ravenswaaij) · Vuren · Waardenburg · Waddestein · Wadenoijen · Waede · Wageningen · Walfort · 't Waliën · De Wardt · Watergoor · Watermeerwijk · Wayenstein (Huis te Herwijnen) · Well (Huis van Malsen) · Weijenrade · Westenburg · Westerholt · Weurt · De Wiersse · Wijenburg (Echteld) · De Wildenborch · De Wildt · Wilp · Wilperhorst · Winssen · Wisch · Wychen · Wolfswaard · Woolbeek · Yrst · IJzendoorn · Zeeland · Zilveren Spijker · Zuilichem · Zwaluwenburg · Zwanenburg (Heerde) · Zwanenburg (Megchelen)